# Кирхенламиц
Кирхенламиц (њем. Kirchenlamitz) град је у њемачкој савезној држави Баварска. Једно је од 17 општинских средишта округа Вунзидел (Фихтел). Према процјени из 2010. у граду је живјело 3.653 становника. Посједује регионалну шифру (AGS) 9479129.

## Географски и демографски подаци
Кирхенламиц се налази у савезној држави Баварска у округу Вунзидел (Фихтел). Град се налази на надморској висини од 599–799 метара. Површина општине износи 48,5 km². У самом граду је, према процјени из 2010. године, живјело 3.653 становника. Просјечна густина становништва износи 75 становника/km².